# Sowjetischer Fußballpokal 1987/88
Der Sowjetische Fußballpokal 1987/88 war die 47. Austragung des sowjetischen Pokalwettbewerbs der Männer. Pokalsieger wurde Metallist Charkow. Das Team setzte sich im Finale gegen Torpedo Moskau durch. Metallist qualifizierte sich durch den Sieg für den Europapokal der Pokalsieger.

## Modus
An dem Wettbewerb nahmen die 16 Erstligisten, die 22 Zweitligisten und 42 Mannschaften der drittklassigen Wtoraja Liga teil.
In der 3. Runde und im Achtelfinale wurden die Sieger in Hin- und Rückspiel ermittelt. Gab es nach beiden Partien Torgleichstand, entschied die Anzahl der auswärts erzielten Tore (Auswärtstorregel). War auch deren Anzahl gleich, fand im Rückspiel eine Verlängerung statt, in der auch die Auswärtstorregel galt. Wurde in der Verlängerung kein Treffer erzielt, musste der Sieger durch ein Elfmeterschießen ermittelt werden.
In den anderen Runden wurden die Begegnungen in einem Spiel entschieden. Stand es in den K.-o.-Spielen nach regulärer Spielzeit unentschieden, wurde das Spiel um zweimal 15 Minuten verlängert. Stand danach kein Sieger fest, wurden der Sieger per Elfmeterschießen ermittelt.

## Teilnehmende Teams
| Wysschaja Liga (16) | Wysschaja Liga (16) | Perwaja Liga (22) | Perwaja Liga (22) |
| --- | --- | --- | --- |
| - Dynamo Moskau - Spartak Moskau - Torpedo Moskau - ZSKA Moskau - Ararat Jerewan - Dynamo Kiew - Dinamo Minsk - Dinamo Tiflis                                                                        | - Dnjepr Dnjepropetrowsk - Guria Lantschchuti - Kairat Alma-Ata - Metallist Charkow - Neftçi Baku - Schachtjor Donezk - FK Žalgiris Vilnius - Zenit Leningrad                                                         | - Daugava Riga - Dinamo Batumi - Dynamo Stawropol - Fakel Woronesch - Geolog Tjumen - SKA Karpaty Lwow - Kolos Nikopol - Kotajk Abowjan - Krylja Sowetow Kuibyschew - Kusbass Kemerowo - Lokomotive Moskau | - Metallurg Saporoschje - Pachtakor Taschkent - Pamir Duschanbe - Rostselmasch Rostow - SKA Rostow - Rotor Wolgograd - Sarja Woroschilowgrad - Schinnik Jaroslawl - Spartak Ordschonikidse - Torpedo Kutaissi - Tschernomorez Odessa |
| Wtoraja Liga (42) | | | |
| - Arsenal Tula - Atlantas Klaipėda - Atommasch Wolgodonsk - Awangard Kursk - Chimik Dschambul - Dila Gori - Dynamo Barnaul - Dinamo Samarkand - Dinamo Suchum - Druschba Maikop - Energetik Kustanai | - Irtysch Omsk - Iskra Smolensk - Kjapas Kirowabad - Kolcheti Poti - Krasnaja Presnja Moskau - Krywbas Kriwoi Rog - Kuban Krasnodar - Meliorator Schymkent - Metallurg Lipezk - Neftjanik Fergana - Nistru Kischinjow | - Nywa Ternopil - Nywa Winnyzja - Pachtakor Andijon - Sarja Kaluga - Sochibkor Xalıqabat - Sokol Saratow - SKA Chabarowsk - SKA Kiew - Snamja Truda Orechowo-Sujewo - Spartak Tambow                       | - Swesda Irkutsk - Swesda Perm - Tawrija Simferopol - Tekstilschtschik Iwanowo - Tekstilschtschik Tiraspol - Torpedo Luzk - Uralan Elista - Uralmasch Swerdlowsk - Zelinnik Zelinograd - Zenit Ischewsk                              |

## 1. Runde
Teilnehmer: Die 22 Zweitligisten und 42 Drittligisten.
| Datum      |                           | Ergebnis              |                              |
| ---------- | ------------------------- | --------------------- | ---------------------------- |
| 06.06.1987 | Awangard Kursk            | 2:0                   | Rostselmasch Rostow          |
| 06.06.1987 | Atlantas Klaipėda         | 2:1 n. V.             | Tschernomorez Odessa         |
| 06.06.1987 | Geolog Tjumen             | 5:1                   | Sochibkor Xalıqabat          |
| 06.06.1987 | Daugava Riga              | 2:1                   | Nistru Kischinjow            |
| 06.06.1987 | Dynamo Barnaul            | 0:0 n. V. (5:6 i. E.) | Neftjanik Fergana            |
| 06.06.1987 | Dinamo Batumi             | 0:2                   | Krasnaja Presnja Moskau      |
| 06.06.1987 | Dinamo Suchum             | 3:1                   | Uralmasch Swerdlowsk         |
| 06.06.1987 | Druschba Maikop           | 1:0                   | Fakel Woronesch              |
| 06.06.1987 | Sarja Kaluga              | 0:1                   | SKA Rostow                   |
| 06.06.1987 | Zenit Ischewsk            | 1:2 n. V.             | Lokomotive Moskau            |
| 06.06.1987 | Kolos Nikopol             | 2:0                   | Iskra Smolensk               |
| 06.06.1987 | Kolcheti Poti             | 1:0                   | Tekstilschtschik Iwanowo     |
| 06.06.1987 | Kotajk Abowjan            | 1:1 n. V. (3:2 i. E.) | Swesda Perm                  |
| 06.06.1987 | Krywbas Kriwoi Rog        | 3:3 n. V. (4:3 i. E.) | SKA Kiew                     |
| 06.06.1987 | Krylja Sowetow Kuibyschew | 2:1                   | Dinamo Samarkand             |
| 06.06.1987 | Kuban Krasnodar           | 1:2                   | Atommasch Wolgodonsk         |
| 06.06.1987 | Kusbass Kemerowo          | 1:0                   | Swesda Irkutsk               |
| 06.06.1987 | Metallurg Saporoschje     | 4:1                   | Tawrija Simferopol           |
| 06.06.1987 | Metallurg Lipezk          | 5:2                   | Snamja Truda Orechowo-Sujewo |
| 06.06.1987 | Nywa Ternopil             | 3:2                   | Sarja Woroschilowgrad        |
| 06.06.1987 | Pamir Duschanbe           | 1:0                   | SKA Chabarowsk               |
| 06.06.1987 | Pachtakor Andijon         | 2:0                   | SKA Chabarowsk               |
| 06.06.1987 | Rotor Wolgograd           | 5:1                   | Dila Gori                    |
| 06.06.1987 | SKA Karpaty Lwow          | 2:0                   | Nywa Winnyzja                |
| 06.06.1987 | Sokol Saratow             | 2:0                   | Dynamo Stawropol             |
| 06.06.1987 | Spartak Ordschonikidse    | 3:0                   | Kjapas Kirowabad             |
| 06.06.1987 | Torpedo Kutaissi          | 2:0                   | Irtysch Omsk                 |
| 06.06.1987 | Torpedo Luzk              | 2:1                   | Tekstilschtschik Tiraspol    |
| 06.06.1987 | Uralan Elista             | 2:1 n. V.             | Arsenal Tula                 |
| 06.06.1987 | Chimik Dschambul          | 4:2                   | Energetik Kustanai           |
| 06.06.1987 | Zelinnik Zelinograd       | 1:2                   | Pachtakor Taschkent          |
| 06.06.1987 | Schinnik Jaroslawl        | 3:2                   | Spartak Tambow               |

## 2. Runde
Teilnehmer: Die 32 Sieger der 1. Runde
| Datum      |                           | Ergebnis              |                       |
| ---------- | ------------------------- | --------------------- | --------------------- |
| 06.06.1987 | Atlantas Klaipėda         | 2:0                   | Kolos Nikopol         |
| 06.06.1987 | Atommasch Wolgodonsk      | 1:0 n. V.             | Sokol Saratow         |
| 06.06.1987 | Daugava Riga              | 2:1                   | Metallurg Saporoschje |
| 06.06.1987 | Druschba Maikop           | 3:2                   | Awangard Kursk        |
| 06.06.1987 | Krasnaja Presnja Moskau   | 1:0                   | Torpedo Kutaissi      |
| 06.06.1987 | Krylja Sowetow Kuibyschew | 1:2                   | Kusbass Kemerowo      |
| 06.06.1987 | Lokomotive Moskau         | 4:1                   | Kotajk Abowjan        |
| 06.06.1987 | Neftjanik Fergana         | 1:0                   | Pamir Duschanbe       |
| 06.06.1987 | Nywa Ternopil             | 2:1                   | Krywbas Kriwoi Rog    |
| 06.06.1987 | Pachtakor Andijon         | 4:2                   | Geolog Tjumen         |
| 06.06.1987 | Pachtakor Taschkent       | 3:1                   | Chimik Dschambul      |
| 06.06.1987 | Rotor Wolgograd           | 2:1                   | Kolcheti Poti         |
| 06.06.1987 | SKA Rostow                | 0:0 n. V. (6:7 i. E.) | Uralan Elista         |
| 06.06.1987 | Spartak Ordschonikidse    | 1:3                   | Dinamo Suchum         |
| 06.06.1987 | Torpedo Luzk              | 1:0                   | SKA Karpaty Lwow      |
| 06.06.1987 | Schinnik Jaroslawl        | 1:0                   | Metallurg Lipezk      |

## 3. Runde
Teilnehmer: Die 16 Sieger der 2. Runde und die 16 Erstligisten
| Datum             |                        | Gesamt          |                         | Hinspiel | Rückspiel |
| ----------------- | ---------------------- | --------------- | ----------------------- | -------- | --------- |
| 05.07./18.07.1987 | ZSKA Moskau            | 1:0             | Torpedo Luzk            | 1:0      | 0:0       |
| 05.07./18.07.1987 | Ararat Jerewan         | 10:40           | Atommasch Wolgodonsk    | 6:2      | 4:2       |
| 05.07./18.07.1987 | Spartak Moskau         | 3:1             | Daugava Riga            | 1:0      | 2:1       |
| 06.07./18.07.1987 | Guria Lantschchuti     | (a)5:5(a)       | Rotor Wolgograd         | 4:2      | 1:3       |
| 06.07./18.07.1987 | Dynamo Kiew            | 4:2             | Lokomotive Moskau       | 2:1      | 2:1       |
| 06.07./18.07.1987 | Dinamo Minsk           | (a)2:2(a)       | Dinamo Suchum           | 2:1      | 0:1       |
| 06.07./18.07.1987 | Dynamo Moskau          | 1:1 (1:3 i. E.) | Kusbass Kemerowo        | 1:0      | 0:1 n. V. |
| 06.07./18.07.1987 | Dinamo Tiflis          | 6:1             | Schinnik Jaroslawl      | 4:1      | 2:0       |
| 06.07./18.07.1987 | Dnjepr Dnjepropetrowsk | 13:00           | Uralan Elista           | 10:00    | 3:0       |
| 06.07./18.07.1987 | Zenit Leningrad        | 3:2             | Druschba Maikop         | 3:1      | 0:1       |
| 06.07./18.07.1987 | Kairat Alma-Ata        | 1:2             | Pachtakor Taschkent     | 1:0      | 0:2       |
| 06.07./18.07.1987 | Metallist Charkow      | 4:2             | Krasnaja Presnja Moskau | 3:1      | 1:1       |
| 06.07./18.07.1987 | Neftçi Baku            | 7:0             | Pachtakor Andijon       | 4:0      | 3:0       |
| 06.07./18.07.1987 | Torpedo Moskau         | 2:1             | Atlantas Klaipėda       | 1:1      | 1:0       |
| 06.07./18.07.1987 | Schachtjor Donezk      | 6:0             | Nywa Ternopil           | 2:0      | 4:0       |
| 02.08./06.08.1987 | FK Žalgiris Vilnius    | 11:3            | Neftjanik Fergana       | 8:3      | 3:0       |

## Achtelfinale
| Datum             |                     | Gesamt |                        | Hinspiel | Rückspiel |
| ----------------- | ------------------- | ------ | ---------------------- | -------- | --------- |
| 02.08./16.08.1987 | Schachtjor Donezk   | 1:3    | Spartak Moskau         | 0:1      | 1:2       |
| 04.08./15.08.1987 | Ararat Jerewan      | 4:5    | Dnjepr Dnjepropetrowsk | 3:1      | 1:4       |
| 04.08./15.08.1987 | Zenit Leningrad     | 0:1    | Dinamo Tiflis          | 0:0      | 0:1       |
| 04.08./15.08.1987 | Metallist Charkow   | 5:1    | Dinamo Suchum          | 3:0      | 2:1       |
| 04.08./15.08.1987 | Neftçi Baku         | 5:2    | Kusbass Kemerowo       | 5:1      | 0:1       |
| 04.08./15.08.1987 | ZSKA Moskau         | 1:4    | Torpedo Moskau         | 1:0      | 0:4       |
| 29.09./20.10.1987 | Pachtakor Taschkent | 1:3    | FK Žalgiris Vilnius    | 1:2      | 0:1       |
| 20.11./24.11.1987 | Dynamo Kiew         | 3:4    | Rotor Wolgograd        | 3:2      | 0:2       |

## Viertelfinale
| Datum      |                        | Ergebnis  |                 |
| ---------- | ---------------------- | --------- | --------------- |
| 12.04.1988 | Metallist Charkow      | 1:0       | Rotor Wolgograd |
| 13.04.1988 | Dnjepr Dnjepropetrowsk | 2:1       | Dinamo Tiflis   |
| 13.04.1988 | FK Žalgiris Vilnius    | 2:1       | Neftçi Baku     |
| 13.04.1988 | Torpedo Moskau         | 1:0 n. V. | Spartak Moskau  |

## Halbfinale
| Datum      |                     | Ergebnis  |                        |
| ---------- | ------------------- | --------- | ---------------------- |
| 18.05.1988 | FK Žalgiris Vilnius | 1:2       | Metallist Charkow      |
| 18.05.1988 | Torpedo Moskau      | 1:0 n. V. | Dnjepr Dnjepropetrowsk |

## Finale
| Paarung           | Torpedo Moskau – Metallist Charkow |
| Ergebnis          | 0:2 (0:1) |
| Datum             | 28. Mai 1988 |
| Stadion           | Olympiastadion Luschniki, Moskau |
| Zuschauer         | 30.000 |
| Schiedsrichter    | Iwan Timoschenko |
| Tore              | 0:1 Guram Adschojew (42., Handelfmeter) 0:2 Alexander Baranow (61.) |
| Torpedo Moskau    | Waleri Sarytschew – Wadim Rogowskoj, Walentin Kowatsch, Alexander Polukarow, Sergei Prigoda – Oleg Schirinbekow, Sergei Agaschkow, Nikolai Sawitschew (33. Sergei Schukow), Alexei Jerjomenko (48. Gennadi Grischin) – Wladimir Kobsew, Andrei Rudakow (38. Nikolai Pissarew) Cheftrainer: Walentin Iwanow |
| Metallist Charkow | Igor Kutepow – Wiktor Waschtschenko (46. Alexander Baranow), Iwan Pantschischin, Nikolai Romantschuk, Ruslan Kolokolow (51. Wiktor Jalowski) – Oleg Derewinski, Leonid Burjak, Alexander Iwanow (79. Roman Chagba), Igor Jakubowski – Guram Adschojew, Juri Tarassow Cheftrainer: Jewgeni Lemeschko        |
| Gelbe Karten      | keine – Juri Tarassow |